# 目黒紗織
目黒 紗織（めぐろ さおり)は、神奈川県出身の元タレント、元アイドル。

## 人物・略歴
- 趣味・特技：ダンス・犬と遊ぶこと・カメラ
- NSC東京俳優コース4期生（2003年）
- NSC東京俳優コースを卒業後、2006年2月より吉本新喜劇（ルミネtheよしもと）に出演。
- 2008年 - ルミネtheよしもと7周年キャンペーン企画で誕生したよしもとグラビアエージェンシー1期生

## 映画
- YOSHIMOTO DIRECTOR'S 100
  - 「女優 美沙」
  - 「カミカゼハナビ」

## CD
- 小さなハッピーあげましょ（2008.7.30）
- BIN-KAN。VANILLA!（2008.10.29）

## DVD
- VIRGIN BEAT〜私たちよしもとなんですけど…〜（2009.4.22）

## 写真集
- YGA222（2008.10.29）

## ラジオ
- DJ Tomoaki's Radio Show!（2008年10月29日、2010年5月6日、下北FM）